# Atomic Skull
Atomic Skull è un personaggio dei fumetti DC Comics, un supercriminale comunemente nemico di Superman.

## Storia editoriale
La versione Albert Michaels di Atomic Skull comparve per la prima volta in Superman n. 323, e fu creato da Martin Pasko e Curt Swan.
La versione Joseph Martin di Atomic Skull comparve per la prima volta in Adventures of Superman n. 483 e fu creato da Roger Stern e Bob McLeod.

## Biografia del personaggio

### Albert Michaels
Albert Michaels fu un brillante, ma genuinamente ostile scienziato-amministratore dei Laboratori S.T.A.R. con un raro disordine del sistema nervoso che corto-circuitava gli impulsi elettrici verso il suo cervello, creando dolorosi e incontrollabili convulsioni. Quando non ne poté trovare una cura, contattò segretamente l'organizzazione criminale SKULL che gli impiantò in un dispositivo alimentato a radio disegnato per imbrigliare il suo disordine neurale e farne delle "mortali esplosioni cerebrali atomiche", e in cambio lui divenne un loro agente. Tuttavia, queste esplosioni mentali erano difficili da controllare e peggiorarono la sua situazione, una situazione che egli imputò a Superman, dopo che l'Uomo d'Acciaio catturò gli scienziati dello SKULL che avrebbero potuto aiutarlo. Giurando vendetta, il genio malvagio indossò il suo distintivo costume giallo e verde con la sua maschera rappresentante un teschio e col cappuccio, e si autonominò Atomic Skull, diventando anche il leader dell'organizzazione volando su un elegante hovercraft a forma di teschio di sua idea e assistito dalla sua amante con un costume simile, Felicia, che era una pantera da lui evoluta in forma umana.
Dopo Crisi sulle Terre infinite Michaels comparve una volta sola, in una battaglia contro Tuono e Fulmine, in Teen Titans Spotlight. Si presume che le sue origini non siano cambiate, anche se invece di essergli stato diagnosticato un disordine nervoso, si disse che i suoi poteri giunsero perché cercò l'immortalità e presumibilmente si mutò. Non è chiaro se si fosse mai scontrato con la versione post-

### Joseph Martin
Lo studente Joseph Martin si trovava ai Laboratori S.T.A.R. per un controllo di routine quando fu colpito da un'intensa esplosione di energia ,dove era rinchiuso il Parassita, attivando cosi il suo metagene. Attaccato più avanti da alcuni malviventi, il risultante danno al cervello gli causò pazzia, e prese così il mantello di "Atomic Skull" che era un eroe di un vecchio film parte di una serie che lui amava. Emetteva però anche una pericolosa quantità di radiazioni, ottenendo poi l'abilità di proiettare i suoi colpi energetici. Tormentò Superman, che egli credeva essere il criminale del film, il Dottor Electron, e Lois Lane, che vedeva come l'interesse romantico di Skull, Zelda Wentworth.
Più avanti gli furono dati poteri incrementati dal demone Neron in cambio della sua anima. Curato dalle sue delusioni, inizialmente volle seguire l'esempio del personaggio per davvero come un super eroe, ma in realtà comparve più che altro come il tipico super criminale.
Fu ucciso in battaglia dai Maximums, una squadra di super eroi di una realtà alternativa, ma fu successivamente visto in vita sulle pagine di Action Comics, presumendo che Mister Mxyzptlk invertì la sua morte, insieme ad altri eventi che avevano a che fare con i Maximums.
Di recente, Martin irruppe ad una prima di un film a Hollywood, divenendo ossessionato da un'attrice presente nel film. Fu sconfitto da Manhunter.
Martin fu tra i criminali impegnati nel rapimento della Justice Society of America guidato da Tapeworm.
Mentre Superman si trovava fuori mondo, Martin tentò di causare guai nel centro di Metropolis, ma fu sconfitto da Mon-el.

#### The New 52
Nel settembre 2011, The New 52 rinnovò la continuità DC. In questa nuova linea temporale, la versione Joseph Martin di Atomic Skull fu reintrodotta in Action Comics Annual vol. 2 n. 1, scritto dallo scrittore di Chronicle, Max Landis.
Quando un sottomarino dei Laboratori S.T.A.R. si schiantò molto sotto la superficie dell'oceano, uno degli scienziati fu esposto a radiazioni sperimentali. L'acqua lo fece approdare sulla spiaggia, con ricordi della vita che aveva, e della donna che amava e che aveva perso. Solo su un'isola deserta, combatté per sopravvivere, cibandosi della vegetazione tropicale locale. Quando un leopardo lo trovò e lo attaccò, inaspettatamente emise un'esplosione di radiazioni che vaporizzò il corpo dell'animale. Infine, imparò ad utilizzare questo potere a proprio vantaggio, uccidendo animali per sfamarsi, e facendo esplodere il terreno creandone delle buche per trovare riparo. Le radiazioni presto si fecero beffe di lui, in quanto ricordò di come scoprì sua moglie a flirtare con qualcuno al club della danza e di come la uccise in un impeto di gelosia. Arrabbiato, distrusse quasi la maggior parte dell'isola. Il suo volto, nel frattempo, praticamente sciolto, rivelò il suo teschio radioattivo.

#### DC Rebirth
Nel giugno 2016, la DC Comics rilanciò la sua intera linea di fumetti con Rinascita. Atomic Skull sembrò essere imprigionato nella prigione di massima sicurezza di Kamen in Superwoman n. 1.
In Hal Jordan and the Green Lantern Corps n. 45, Atomic Skull fu mostrato nel tentativo di fare ammenda diventando il guardiano del Penitenziario di Stryker's Island. Quando Hal Jordan cercò di far evadere Hector Hammond, Atomic Skull lo combatté, ma prima di poter andare ovunque, Hector rese il suo cervello morto per qualche tempo usando i suoi poteri psichici e Hal lo convinse a lasciarlo vivo.

## Poteri e abilità
Albert Michaels può lanciare colpi energetici attraverso il visore della sua maschera. I colpi energetici furono descritti come potenti onde cerebrali, vista calorifica e esplosioni atomiche nel corso degli anni. A parte i suoi attacchi energetici, Michaels era anche il capo dello SKULL e un brillante scienziato.
Joseph Martin possiede forza, agilità e resistenza super umane, paragonabili a quelle di Superboy, Superman o Mon-El. Può anche produrre colpi atomici violetti dalle sue mani e dalla sua bocca per attacchi a lungo raggio e usa la stessa energia per potenziare la sua già impressionante forza fisica ad un grado maggiore.

## Altre versioni

### La realtà di Dominus
In una storia che vide l'alterazione della realtà da parte del criminale Dominus nella ricreazione delle continuità del Superman pre-Crisi, il supposto Atomic Skull della Golden Age fu introdotto. Qui fu Lawrence Dennis, un attore e un simpatizzante del partito nazista che utilizzò la sua reputazione come eroe della serie di film La Maledizione di Atomic Skull come mezzo per promuovere il nazismo.

### Superman: Red Son
Atomics Skull comparve nella realtà alternativa di Superman: Red Son, in cui fu uno degli esperimenti di Lex Luthor

### Flashpoint
Nella linea temporale alternativa degli eventi di Flashpoint, una versione di Atomic Skull è imprigionata nella prigione militare Doom e lavora per mantenere all'interno del carcere i detenuti, in quanto riconobbe di essere il pesce più grande della prigione di quanto non potrebbe mai essere nel mondo reale.

## Altri media

### Cinema
- La versione Joseph Martin di Atomic Skull comparve in Superman vs. The Elite, doppiato in originale da Dee Bradley Baker. Comparve all'inizio del film animato, uccidendo persone a caso al fine di avere l'attenzione di Superman. Si scontrarono in tutta la città, alla fine culminando nella sconfitta di Atomic Skull dopo che Superman lo gettò in un grande stagno. Più avanti lo si vide dentro il carcere di Stryker's Island, venendo usato per dare energia alla prigione in una maniera simile a quella del nemico di Flash, Fallout. Riuscì a evadere presto sovraccaricando il generatore prima di sfogarsi su tutta Metropolis. Fu alla fine sconfitto dagli sforzi combinati di Superman e l'Elite, che lo sconfissero grazie a Coldcast che assorbì le sue radiazioni, ma con enormi danni collaterali. A questo punto, il leader dell'Elite, Manchester Black decise di uccidere lui stesso Atomic Skull, lasciando la decisione al figlio di un professore ucciso dal criminale e enorme fan di Superman. Il ragazzo votò per l'esecuzione di Atomic Skull: Manchester Black lo uccise per la felicità della folla curiosa e l'orrore di Superman.
- Una versione di Atomic Skull comparve in Justice League vs. Teen Titans, doppiato in originale da Rick D. Wasserman (anche se non accreditato). Sfidò Superman a battersi e affermò di essere diventato più forte dall'ultimo scontro. Atomic Skull fu facilmente sconfitto e quasi ucciso da Superman, che all'epoca era sotto il possesso di Trigon.

#### Serial cinematografici
Atomic Skull è il nome dell'eroe preferito di una serie di film di Joseph Martin, una serie di 12 film creato dalla National Film Studios nel 1936. La serie vide protagonista Lawrence Dennis (secondo Superman Villains Secret Files and Origins n. 1). Atomic Skull era originariamente Joe Martin, un agente del governo che investigava sul malvagio Dottor Electron e fu trasformato nel rivoltante Atomic Skull da una delle invenzioni di Electron. Nonostante ciò, lui e Zelda Wentworth, la figlia di Electron (interpretata dall'attrice Eleanor Hart, a cui Lois Lane sembrava somigliare), si innamorò di lui. Scontrandosi con Electron e i suoi scagnozzi (come Rocketman) con i suoi incandescenti raggi ottici, Atomic Skull distrusse i piani dello scienziato pazzo e ritornò alla normalità. Il personaggio immaginario della serie di film era visivamente identico ad Albert Michaels, la versione pre-Crisi di Atomic Skull.

### Televisione
- Albert Michaels comparve nella serie Superman del 1988. Nell'episodio Fugitive from space, comparve come uno scienziato dei Laboratori S.T.A.R.
- La versione di Joseph Martin comparve in Justice League Unlimited. Comparve nell'episodio Il gatto e il canarino, come avversario principale di Wildcat nel Meta-Browl di Roulette, finché Freccia Verde e Black Canary interruppero il match. In La legione, Atomic Skull ritornò come membro della Società Segreta. In Il richiamo dell'aldilà, fu impossessato da Deadman. In Il distruttore, si alleò con Lex Luthor durante un ammutinamento nell'episodio in due parti della stagione finale. Fu trovato tra i sopravvissuti dell'attacco di Darkside. Lui e Luthor insistettero che i super criminali sopravvissuti aiutarono gli eroi a difendere la Terra contro le forze di Apokolips, e Atomic Skull fece notare che la Terra era anche casa loro. Volò insieme a Hawkgirl e Cittadino Acciaio a Washington DC. Lo si vide approfittare dei cinque minuti di vantaggio dati dalla League ai super criminali alla fine dell'episodio (da notare che è uno di quelli che si oppose a voce all'essere arrestato dopo aver aiutato a salvare il mondo dalle forze di Darkseid).
- La versione Albert Michaels di Atomic Skull comparve nella serie animata Young Justice. Nell'episodio Rivelazione, lo si vide come membro della Lega dell'ingiustizia ed è principalmente visto come una delle creature vegetali di Poison Ivy.
- Un personaggio simile ad Atomic Skull compare nella serie televisiva The Flash. Nell'episodio Invincibile, comparve nell'armata metaumana di Zoom. Questa versione somigliava vagamente a Firestorm.

### Videogiochi
- Atomic Skull è tra i vari personaggi DC inclusi in Scribblenauts Unmasked: A DC Comics Adventure[17].

### Miscellanea
- La versione Albert Michaels di Atomic Skull comparve come uno dei criminali principali in un fumetto speciale collegato al cartone animato Young Justice. Lui e lo Psico-Pirata attaccarono gli impianti dei Laboratori S.T.A.R. al fine di rubare del plutonio, ma Atomic Skull fu costretto a ritirarsi dopo che i membri della squadra reclamarono il plutonio e rapirono lo Psico-Pirata.